# A Saint in the City
A Saint in the City is de twaalfde aflevering van het negende seizoen van de televisieserie ER, die voor het eerst werd uitgezonden op 16 januari 2003.

## Verhaal
Dr. Weaver krijgt een belangrijke patiënt onder haar hoede, wethouder John Bright. Hij is gevallen en tijdens het onderzoek komt een ander probleem boven tafel, hij heeft ook syfilis. Bright vraagt of dit stil gehouden kan worden en dr. Weaver zorgt ervoor, tegen de regels in, dat dit niet op papier komt te staan. 
Dr. Kovac behandelt een zwaargewonde man die dringend een operatie moet ondergaan. Hij wil niet naar de operatiekamer zolang hij zijn vrouw, die op sterven ligt, moet verlaten. Dr. Kovac koppelt het apparaat los wat de hartslag meet bij de vrouw zodat zij dood lijkt. Nu hij denkt dat zij gestorven is, staat hij een operatie toe. Dr. Kovac hoort van dr. Weaver dat hij met deze actie niet echt ethisch gehandeld heeft. Ondertussen krijgt dr. Kovac ook een kind onder zijn behandeling die een verleden heeft met verschillende botbreuken, hij vermoedt dat zijn vader hem mishandelt. Hij krijgt een discussie met dr. Weaver nadat hij de politie heeft gebeld, volgens haar had hij eerst maatschappelijk hulp moeten inschakelen. Later hoort hij dat het kind zichzelf verwondt om zo meer bij zijn vader te zijn.
Dr. Pratt krijgt een vrouw onder zijn behandeling die stervende is, zij is een moeder van twee jonge kinderen. Hij wil weten of er iemand is die voor de kinderen kan zorgen, uiteindelijk hoort hij dat zij nog een zoon heeft. Deze zoon is drugsverslaafd en zij heeft hem een tijd geleden uit huis gezet en wil niets meer met hem te maken hebben. Dr. Pratt neemt toch contact op met deze zoon en als de zoon in het ziekenhuis komt, is de moeder woedend door zijn aanwezigheid. Uiteindelijk bezwijkt de moeder aan haar verwondingen en nu rust de zware taak op de zoon om zijn broer en zus op te vangen, hij twijfelt of hij dit aankan. Ondertussen let hij op zijn broer Leon die een nieuwe baan heeft gekregen in het ziekenhuis als schoonmaker. 
Dr. Carter is gecharmeerd van de oude dr. McNulty die zelfstandig een buurtkliniek runt.

## Rolverdeling

### Hoofdrollen
- Noah Wyle - Dr. John Carter
- Frances Sternhagen - Millicent Carter
- Laura Innes - Dr. Kerry Weaver
- Mekhi Phifer - Dr. Gregory Pratt
- Alex Kingston - Dr. Elizabeth Corday
- Goran Višnjić - Dr. Luka Kovac
- Sherry Stringfield - Dr. Susan Lewis
- Paul McCrane - Dr. Robert Romano
- Edward Asner - Dr. James McNulty
- Maura Tierney - verpleegster Abby Lockhart
- Laura Cerón - verpleegster Chuny Marquez
- Deezer D - verpleger Malik McGrath
- Lyn Alicia Henderson - ambulancemedewerker Pamela Olbes
- Michelle Bonilla - ambulancemedewerker Christine Harms
- Emily Wagner - ambulancemedewerker Doris Pickman
- Sharif Atkins - Michael Gallant
- Erica Gimpel - Adele Newman
- Abraham Benrubi - Jerry Markovic

### Gastrollen (selectie)
- Jeannetta Arnette - Mrs. Hawkes
- Liz Torres - Sarah Wilson
- James Colby - Tom Callahan
- Joe O'Connor - Mr. Scott
- Aaron Paul - Doug
- Marcello Thedford - Leon
- Bruce Weitz - wethouder John Bright
- Cameron Bowen - Martin
- Esther Chae - verslaggeefster Justine